# Полянці
Поля́нці (рос. Полянцы) — присілок в Ігринському районі Удмуртії, Росія.

## Населення
Населення — 12 осіб (2010; 15 в 2002).
Національний склад станом на 2002 рік:
- росіяни — 80 %

## Урбаноніми[3]
- вулиці — Мухинська